# Хімзавод (Великоустюзький район)
Хімзаво́д (рос. Химзавод) — селище у складі Великоустюзького району Вологодської області, Росія. Входить до складу Зарічного сільського поселення.
Стара назва — Хімцех.

## Населення
Населення — 13 осіб (2010; 30 у 2002).
Національний склад (станом на 2002 рік):
- росіяни — 98 %